# دله مرز
دلمرز (دله مرز)، روستایی از توابع بخش مرکزی شهرستان سروآباد در استان کردستان ایران است.
روستای دلمرز از توابع شهرستان سرو آباد استان کردستان، با مختصات جغرافیایی 46 درجه و 29 دقیقه طول شرقی و 35 درجه و 7 دقیقه عرض شمالی، در فاصله ۶۵ کیلومتری جنوب شرقی سرو آباد قرار دارد.

## جمعیت
این روستا در دهستان ژریژه قرار دارد و براساس سرشماری مرکز آمار ایران در سال ۱۳۸۵، جمعیت آن ۶۳۶ نفر (۱۴۱خانوار) بوده است.
براساس نتایج سرشماری عمومی نفوس و مسکن (۱۳۹۵) جمعیت آن 271 نفر (76) خانوار می باشد.